# Église Saint-Enfant-Jésus du Mile-End
Église Saint-Enfant-Jésus du Mile-End är en katolsk kyrka i Mile End i Montréal i Kanada. 1901 förstorades kyrkan, och den fick en ny fasad. Arbetet planerades av Joseph Venne.